# Paradiso di Indra
Nella mitologia e cosmografia induista, il paradiso di Indra, conosciuto come Svarga («luce del cielo»), Svarloka o Indraloka, è situato sulla cima del monte Meru.

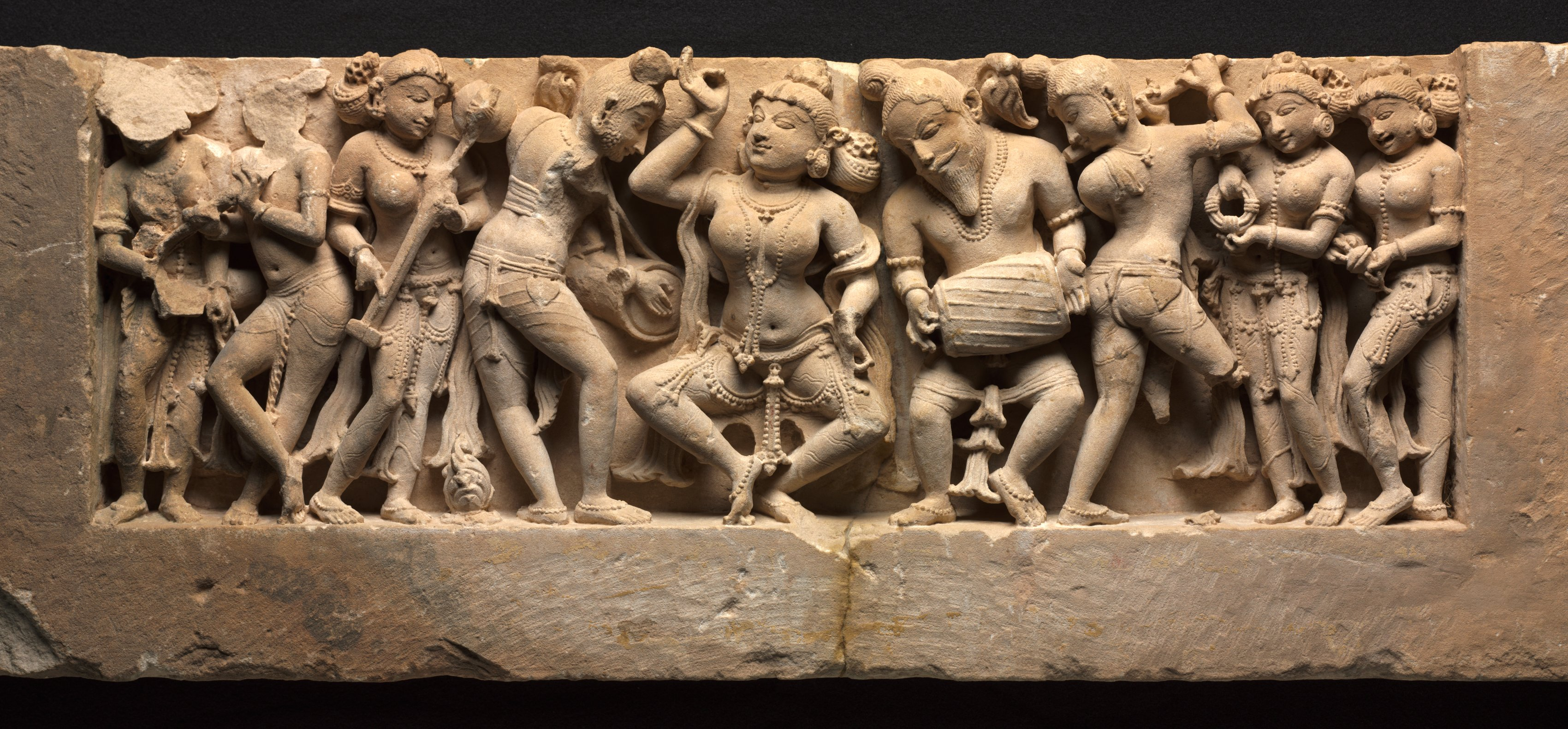
Fregio con gandharva e apsara, abitanti di Svarga.

Il paradiso di Indra simboleggia il piacere sensuale estremo e ogni tipo di godimento.
In esso dimorano, insieme alle ninfe, le apsara, e con i musici celesti, i gandharva, i mortali che sono stati benedetti. In questo luogo si trova anche Kāmadhenu, la "vacca dell'abbondanza", e Pārijāta, l'albero che realizza tutti i desideri.
Indra risiede nel suo palazzo, Vaijayanta, situato nella capitale Amarāvatī.
Mentre nell'Induismo vedico si credeva che si potesse accedere a questo paradiso tramite appropriati sacrifici, con il successivo Vedānta si svilupparono i concetti di saṃsāra e mokṣa. Nell'Induismo recente questo paradiso viene considerato una forma di beatitudine inferiore rispetto ad altre quali la dimora celeste di Visnù, Vaikuntha, o a quella data dalla fusione con Brahman.
Il termine Svarga, pertanto, viene a volte usato per indicare anche un generico paradiso e non specificamente quello di Indra, venendo annoverato come uno dei sette piani di esistenza chiamati loka, ossia livelli celesti superiori alla terra.